# St. Sebastian (Füssen)

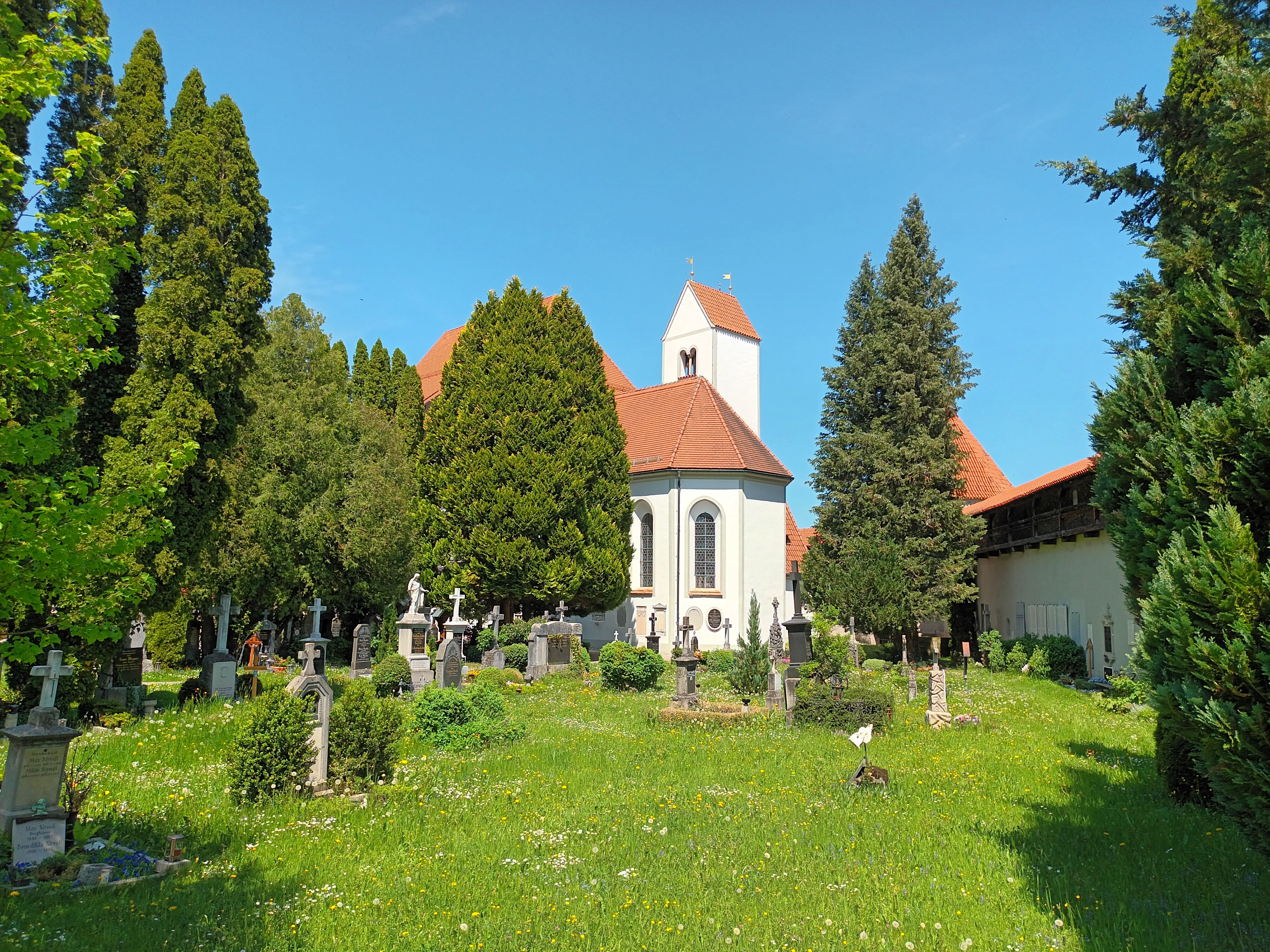
Friedhof mit Kirche St. Sebastian und Teilstück der Stadtmauer

St. Sebastian ist eine römisch-katholische Kirche in Füssen. Sie wurde um 1500 im Stil der Gotik erbaut, das barocke Langhaus ist aus dem 18. Jahrhundert. Seit Anlage des Alten Friedhofs im Jahr 1528 ist sie Friedhofskirche.

## Lage
Die Kirche befindet sich am nordöstlichen Rand der Altstadt am Nordende des Alten Friedhofs. Im Norden und Osten grenzt unmittelbar die Stadtmauer mit Wehrgang an, die nordöstlich der Kirche einen wuchtigen Wehrturm (Pulverturm) hat und nordwestlich das Sebastianstor. Das Sebastianstor bildet den Anfang der Klosterstraße, die westlich an Kirche und Friedhof vorbei führt. Die Kirche hat die Adresse Klosterstraße 3. Im Süden grenzt das Franziskanerkloster an den Friedhof an.

## Geschichte

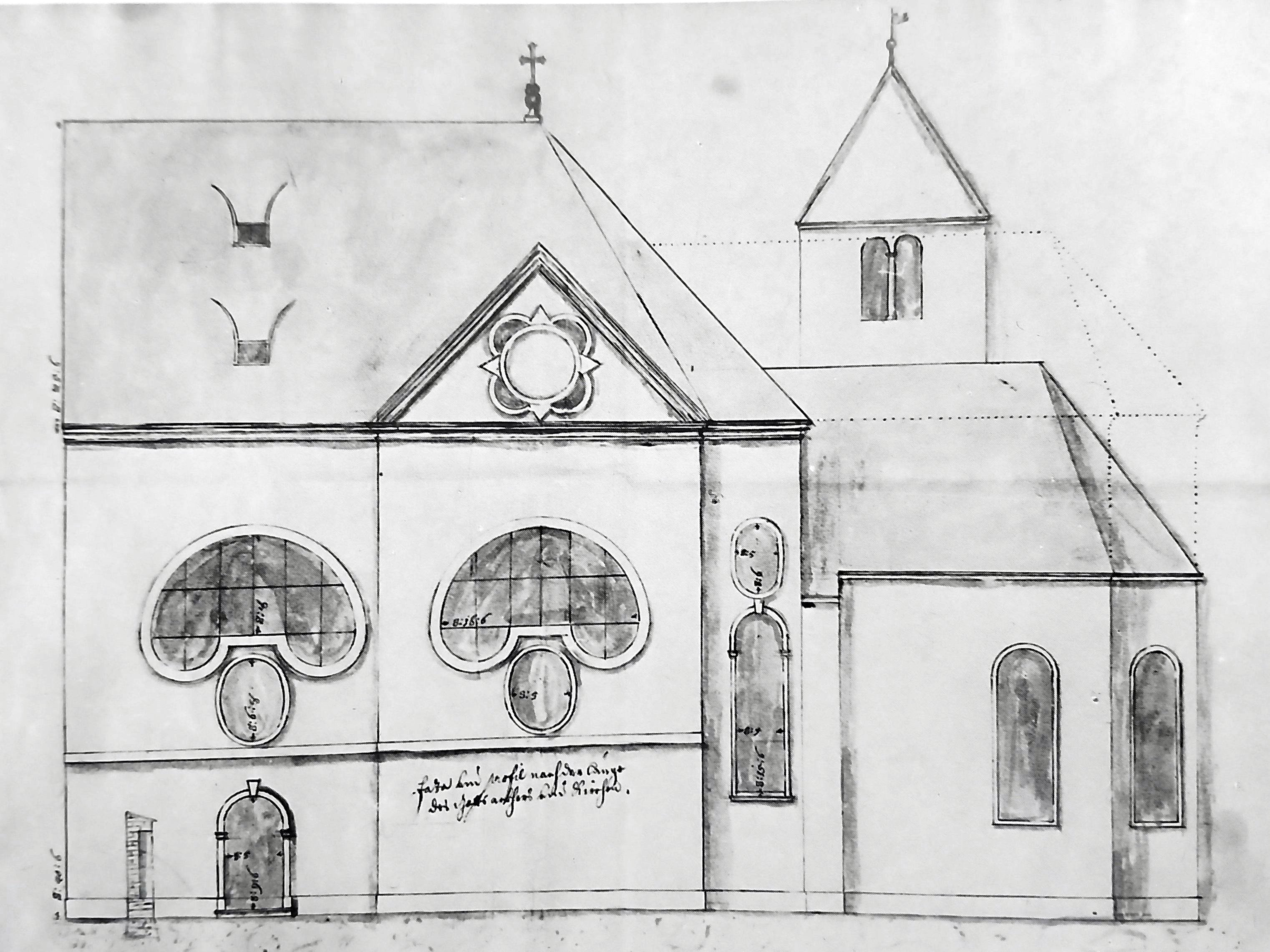
Entwurf von Johann Georg Fischer

Die Kirche wurde um 1500 im Auftrag der Füssener Bürgerschaft außerhalb der Stadtmauer errichtet und den Pestheiligen Fabian, Sebastian, Rochus und Katharina gewidmet. 1502/1503 wurde die Stadtmauer nach Osten erweitert, so dass die Kirche nun innerhalb der Stadtmauer lag. 1528 wurde der Alte Friedhof angelegt und die Kirche übernahm die Funktion einer Friedhofskirche.
In den ersten zwei Jahrhunderten ihres Bestehens, die von der Pest und Seuchen geprägt waren, fand die den Pestheiligen gewidmete Kirche regen Zulauf. Spenden und Erträge aus Seelenämtern ermöglichten den Ausbau der Kirche. 1685 wurde eine Sakristei angebaut, 1688 der Chorraum barock umgestaltet.
1701 erstellte Johann Jakob Herkomer Pläne für einen Neubau des Langhauses, der sich jedoch durch die Nachwehen des Spanischen Erbfolgekrieges verzögerte. Erst nach dem Tod Herkomers wurde das neue Langhaus 1724 nach Plänen seines Neffen Johann Georg Fischer erbaut. 1725 wurde das neue Kirchengebäude geweiht. Aufgrund des Österreichischen Erbfolgekrieges dauerte es noch bis 1745, bis der Neubau innen vollendet war und sein heutiges Aussehen erhielt.

## Architektur

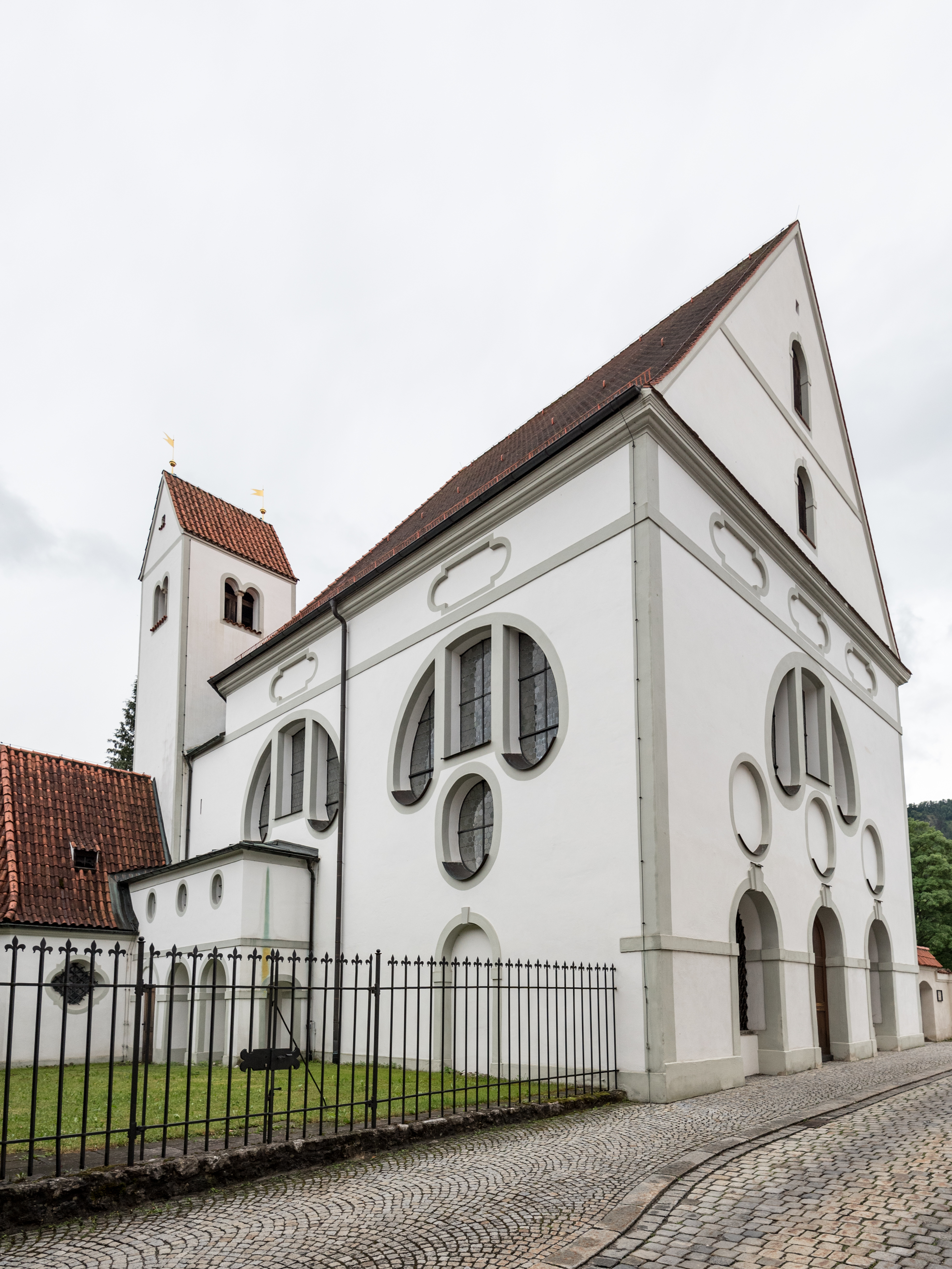
Nordwestansicht

Die Saalkirche hat eine Flachdecke und ein Satteldach. Das barocke Langhaus bildet in Größe und Stil der Fenster einen Kontrast zum niedrigen, spätgotischen Chor. Die Fenster des Langhauses sind halbkreisförmig im typischen Herkomer-Stil. Das Eingangsportal befindet sich an der Westfassade. Der spätgotische Turm an der Nordseite des Chors hat ein Satteldach. Nördlich an ihn ist die Sakristei angebaut.

## Ausstattung

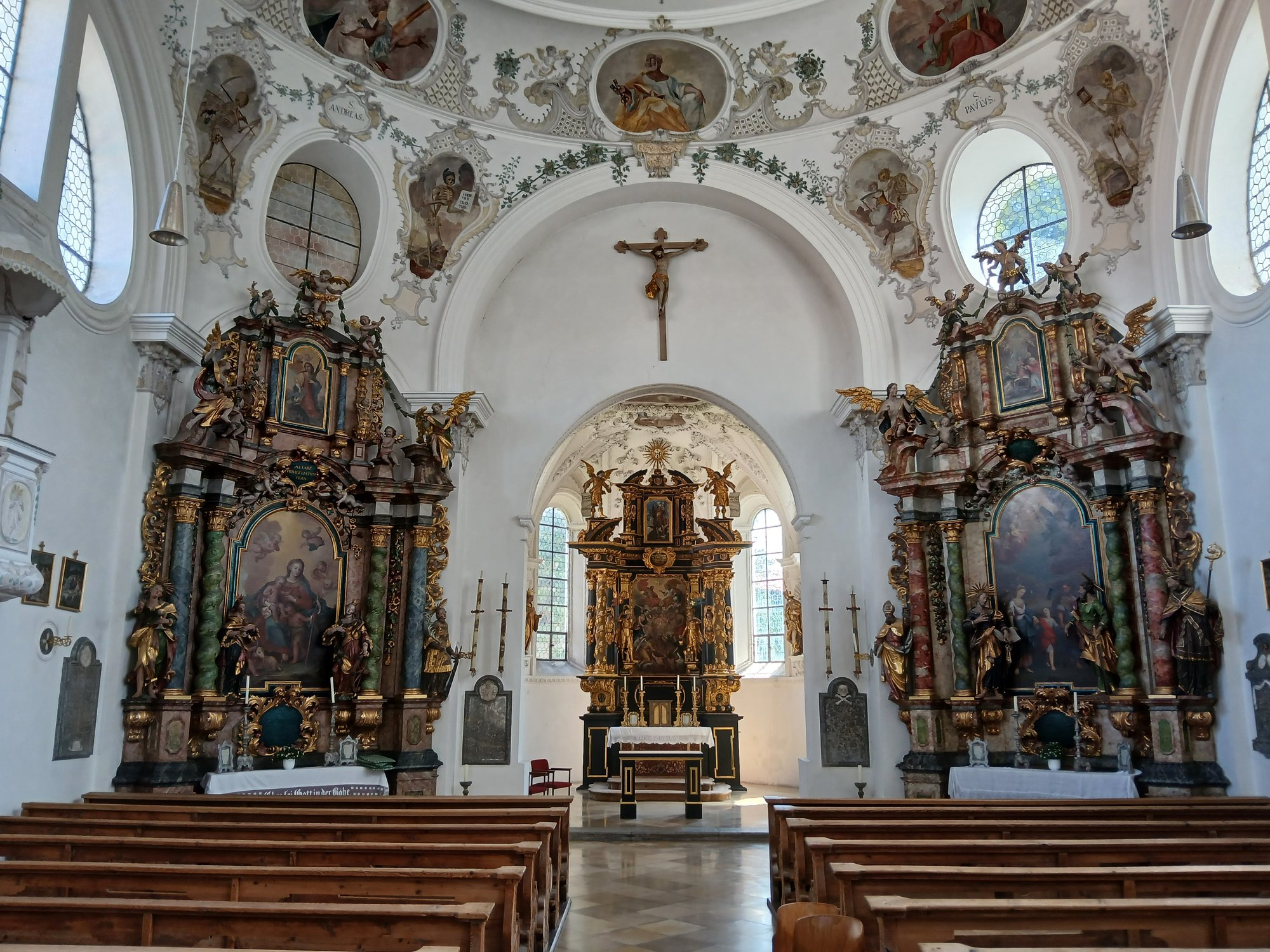
Innenansicht zum Chor

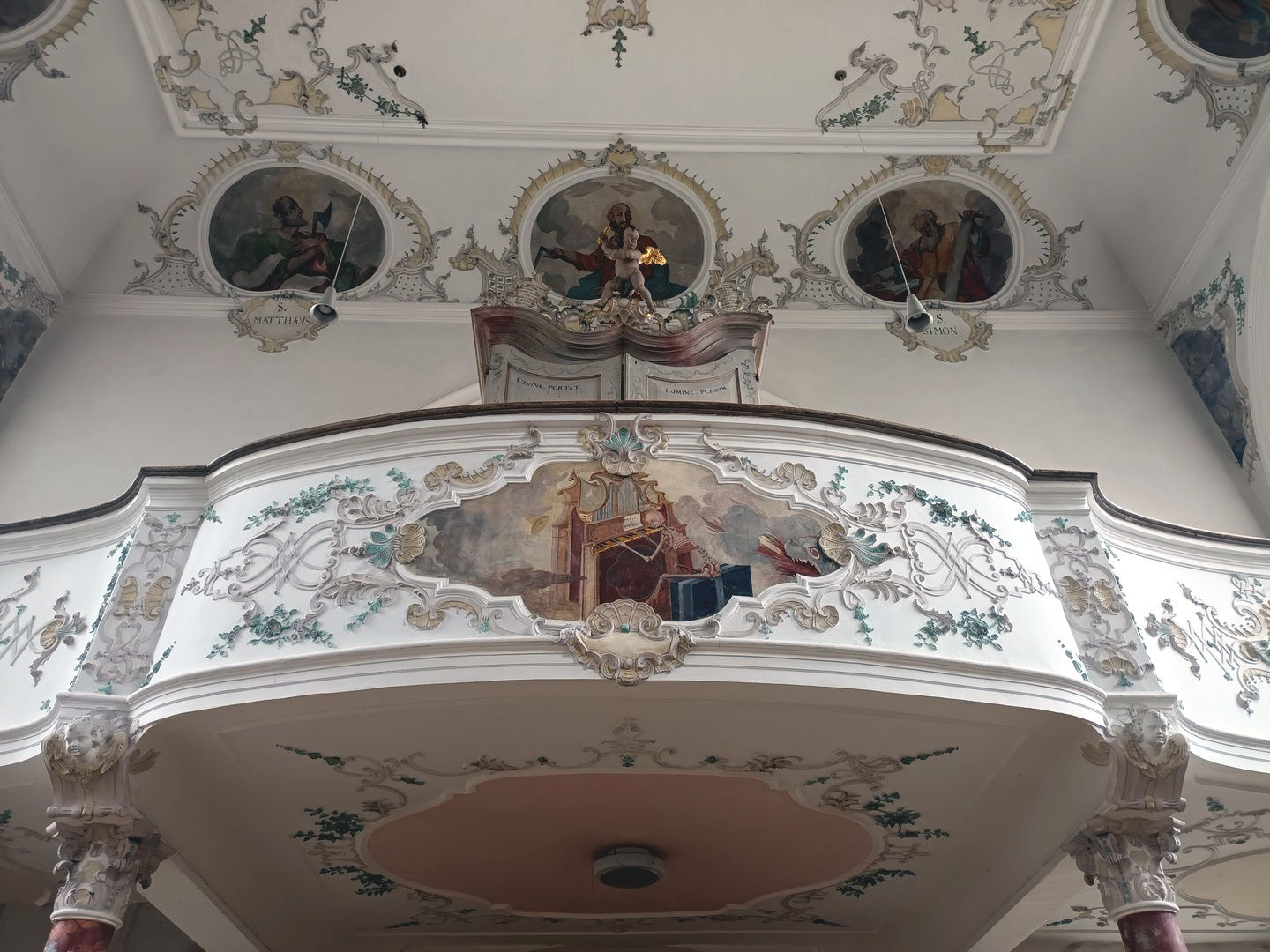
Empore

Die Stuckierung ist in der Sakristei von Andreas Schmuzer (1685) und im Chor von Anton Metsch nach einem Entwurf von Johann Schmuzer (1688). Der Bandelwerkstuck im Langhaus stammt von Joseph Fischer (1745/1746).
Das Chorfresko wurde von Johann Jakob Herkomer geschaffen und zeigt den hl. Rochus und den hl. Sebastian (1688). Das Deckenfresko im Langhaus ist von Bartholomäus Stapf und zeigt die Heiligen Rochus, Sebastian und Florian (um 1746). Vom selben Maler stammen neun Totentanzbilder in den Gewölbeansätzen und an der Empore (um 1746). Ungewöhnlich für einen Totentanz ist, dass nur in einem der Bilder ein Tanzpaar dargestellt wird, in den anderen ist der Tod mit Attributen der jeweiligen Personengruppe abgebildet. Das Emporenbild zeigt den Tod Orgel spielend.
Der Hochaltar stammt aus der Werkstatt von Nikolaus Babel (1696). Sein Altarbild und Auszugsbild wurden von Alexander Kranzner geschaffen (1696). Das Altarbild zeigt die Rosenkranzspende an die Armen Seelen und den hl. Sebastian vor der Dreifaltigkeit, das Auszugsbild den hl. Michael. Die Seitenältare werden Thomas Seitz zugeschrieben (um 1724), ihre Altarbilder sind von Johann Heel (um 1728). Der linke Seitenaltar hat ein Bild von Maria mit dem Johannesknaben und Figuren der Heiligen Johannes, Barbara, Katharina und Laurentius. Sein Auszugsbild der hl. Margareta wird Paul Zeiller zugeschrieben. Der rechte Seitenaltar hat ein Bild der Heiligen Familie und Figuren der Heiligen Sebastian, Petrus, Paulus und Johannes Nepomuk. Sein Auszugsbild der Geburt Mariä stammt von Johann Heel. Die Kanzel aus Stuckmarmor wurde von Johann Jakob Herkomer geschaffen (1725).
Die Orgel mit bemalten Flügelwänden wurde 1772 von Andreas Jäger gebaut. Zuvor befand sich in der Kirche ein 1728 von Andreas Jäger gebautes Orgelpositiv, das sich heute in der Spitalkirche befindet.
Früher waren an den Innenwänden eine größere Anzahl von Epitaphen angebracht, bis ins 19. Jahrhundert auch noch im Fußboden eingelassen. Ein gut erhaltenes Epitaph für den kaiserlichen Rat Johann Rehlinger († 1553) ist heute in die Außenwand der Kirche eingelassen. Es enthält ein Relief im Stil der Renaissance mit einer Darstellung seiner Familienangehörigen.